# Parafia Narodzenia Najświętszej Maryi Panny w Juszkowym Grodzie
Parafia Narodzenia Przenajświętszej Bogurodzicy – parafia prawosławna w Juszkowym Grodzie, w dekanacie Gródek diecezji białostocko-gdańskiej.
Na terenie parafii funkcjonuje 1 cerkiew:
- cerkiew Narodzenia Najświętszej Maryi Panny w Juszkowym Grodzie – parafialna

## Historia
Parafia została erygowana w 1909 decyzją Świętego Synodu Rosyjskiego Kościoła Prawosławnego. Początkowo jej świątynią była niewielka kaplica, dotąd podlegająca parafii św. Aleksandra Newskiego w Jałówce, która została zniszczona w czasie pożaru w 1910. W momencie powołania parafia liczyła ok. 2000 wiernych.
Życie parafialne zamarło w 1915, kiedy większość parafian udała się na bieżeństwo. Cerkiew, wzniesiona zaledwie trzy lata wcześniej, została zdewastowana. W pierwszych latach po odzyskaniu niepodległości przez Polskę władze nie pozwoliły na reaktywację placówki duszpasterskiej w Juszkowym Grodzie. Dopiero w 1930 cerkiew otwarto jako filię parafii w Jałówce. Parafia w Juszkowym Grodzie została reaktywowana przed 1942. Obecnie do parafii należą wierni (około 500 osób) z następujących miejscowości: Juszkowy Gród, Bagniuki, Bondary, Osiedle Bondary, Kuchmy-Kuce, Kalitnik, Ciwoniuki, Julianka, Stare Kuchmy, Sacharki, Rybaki, Kowalowy Gród oraz Tanica Górna i Dolna.

## Wykaz proboszczów
- 1909–1915 – ks. Platon Pigalski
- 1921–1926 – hieromnich Andronik Matwiejew (rektor filii)
- 1930 – ks. Piotr Isaar (rektor filii)
- 1931–1932 – hieromnich Andronik Matwiejew (rektor filii)
- 1932      – ks. Mateusz Petelski (p.o. rektora filii)
- 1932–1934 – ks. Aleksander Nowicki (rektor filii)
- 1934–1935 – ks. Eugeniusz Wichrow (rektor filii)
- 1935      – ks. Grzegorz Skripnik (rektor filii)
- 1936 – hieromnich Włodzimierz (Naumienko) (rektor filii)
- 1936–1937 – ks. Joil Sosnowski (rektor filii)
- 1937 – ks. Leonidas Naumow (rektor filii)
- 1937–1938 – ks. Joachim Leszczyński (rektor filii)
- 1938–1939 – ks. Mikołaj Rudakowski (rektor filii)
- 1939–1942 – hieromnich Leonidas (Moroz) (rektor filii)
- 1942–1950 – ks. Borys Gryckiewicz
- 1950 – hieromnich Dymitr (Marcinkowski)
- 1950–1951 – ks. Włodzimierz Doroszkiewicz
- 1951–1952 – ks. Mikołaj Połeszczuk
- 1952–1953 – ks. Jan Filipowicz
- 1953–1958 – ks. Mikołaj Potapczuk
- 1958–1967 – ks. Dymitr Stempkowski
- 1967–1970 – ks. Leonidas Byczuk
- 1971–1972 – ks. Anatol Siegień
- 1972–1986 – ks. Grzegorz Ostaszewski
- 1986–1988 – ks. Bazyli Andrejuk
- 1988–1990 – ks. Walenty Olesiuk
- 1990–2020 – ks. Sławomir Tofiluk
- od 2020 – ks. Sylwester Klebus[2]